# Municipio de Poland (Arkansas)
El municipio de Poland (en inglés: Poland Township) es un municipio ubicado en el condado de Greene en el estado estadounidense de Arkansas. En el año 2010 tenía una población de 1486 habitantes y una densidad poblacional de 24,48 personas por km².

## Geografía
El municipio de Poland se encuentra ubicado en las coordenadas 36°0′10″N 90°37′24″O / 36.00278, -90.62333. Según la Oficina del Censo de los Estados Unidos, el municipio tiene una superficie total de 60.69 km², de la cual 60,42 km² corresponden a tierra firme y (0,45 %) 0,27 km² es agua.

## Demografía
Según el censo de 2010, había 1486 personas residiendo en el municipio de Poland. La densidad de población era de 24,48 hab./km². De los 1486 habitantes, el municipio de Poland estaba compuesto por el 97,51 % blancos, el 0,54 % eran amerindios, el 0,54 % eran asiáticos, el 0,61 % eran de otras razas y el 0,81 % eran de una mezcla de razas. Del total de la población el 1,21 % eran hispanos o latinos de cualquier raza.